# شهرستان نووا سول
شهرستان نووا سول (به لهستانی: Powiat Nowa Sól) یک شهرستان در لهستان است که در استان لوبوسکی واقع شده‌است. شهرستان نووا سول ۷۷۰٫۵۸ کیلومتر مربع مساحت و ۸۶٬۷۷۳ نفر جمعیت دارد.

## خواهرخوانده
شهر ایوانو-فرانکیفسک خواهرخواندهٔ شهرستان نووا سول هست.